# Sirarpie Der Nersessian
Sirarpie Der Nersessian (ur. 5 września 1896 w Konstantynopolu; zm. 5 lipca 1989) – ormiańska historyk sztuki, bizantynolog. 

## Życiorys
Urodziła się w dosyć zamożnej ormiańskiej rodzinie (jej wuj był ormiańskim patriarchą Konstantynopola). Ukończyła angielską szkołę w Konstantynopolu. Już za młodu mówiła płynnie po ormiańsku, angielsku i francusku. W 1915 w okresie ludobójstwa Ormian ociekła wraz z siostrą (rodzice zmarli wcześniej) do Genewy w Szwajcarii. Tam studiowała kilka lat a następnie przeniosła się do Paryża (1919). 
Studiowała historię w École des Hautes Études de l'Université de Paris. Jej mistrzami byli bizantynolodzy: Charles Diehl i André Grabar. W 1922 została asystentem Gabriela Milleta, pod którego kierunkiem robiła doktorat. 
W 1930 roku przeniosła się do Stanów Zjednoczonych. Rozpoczęła tam pracę w Wellesley College w Massachusetts, wykładała tam historię sztuki, będąc jednocześnie dyrektorem Farnsworth Art Museum. W Następnie została profesorem w Dumbarton Oaks (Henri Focillon Professor of Art and Archaeology at Harvard University), gdzie wykładała do roku 1978. Po przejściu na emeryturę przeniosła się do Francji. 
Jest uważana za jednego z pionierów badań nad sztuką ormiańską. Była członkiem:  British Academy (1975), Académie des Inscriptions et Belles-Lettres (1978) i Armeńskiej Akademii Nauk (1966).
W 1960 nagrodzono ją Orderem św. Grzegorza Oświeciciela (I klasy).

## Wybrane publikacje
- Aght'amar: Church of the Holy Cross, Cambridge, Mass. 1945.
- Armenia and the Byzantine Empire: A Brief Study of Armenian Art and Civilization, Cambridge Mass. 1945.
- Armenian Manuscripts in the Walters Art Museum,  Baltimore 1973.
- Armenian miniatures from Isfahan, Brussels 1986.
- The Armenians, New York 1969.
- L'Art arménien, Paris 1965.
- L'illustration du roman de Barlaam et Joasaph, Paris 1937.
- Miniature Painting in the Armenian Kingdom of Cilicia from the Twelfth to the Fourteenth Century, Washington 1993.